# صولاق

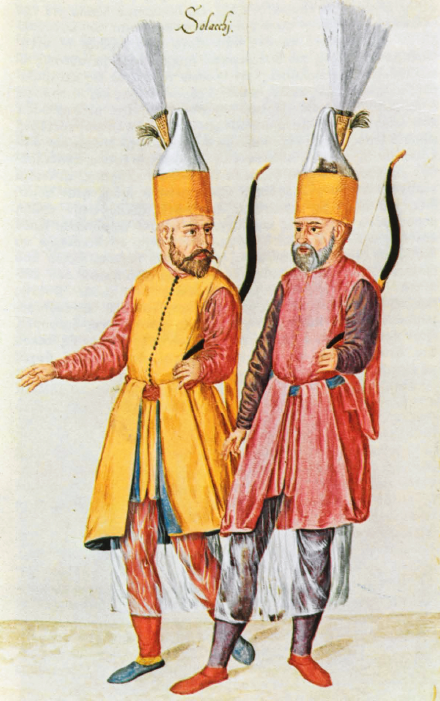

الصولاق (بالتركية: Solak)‏ فيلق من جنود الإنكشارية العاملين في الجيش العثماني قبل إلغاء الإنكشارية،  وكان يلتحق بهذا الفيلق كل جندي أعسر يستخدم يده اليسرى بدلا من اليمني. انضم هذا الفيلق إلى السلك الإنكشاري في عهد السلطان بايزيد الأول (1389م-1402م).
في أثناء الحرب والمعارك، لم يكن العُسر (جنود الصولاق) يسمحون حتى للخدم الخاصين مثل صانعي الأسلحة بالاقتراب من السلطان، وكانوا يحملون أسلحتهم معهم عند خرجوهم من القصر مع السلاطين، ولكن في عام 1492م بعد محاولة اغتيال السلطان بايزيد الثاني، بدأوا في حمل السلاح في داخل القصر.